# Дотто Оркнейский
Дотто (англ. Dotto; VI век) — аббат с островов Оркнейских, святой Католической церкви, память 9 апреля ст. стиля.
Святой Дотто, по преданию, был аббатом в монастыре, названным впоследствии его именем, на одном из Оркнейских островов. На том же острове располагались также монастыри и храмы, пребывавшие под окормлением св. Брендана. Св. Дотто дожил до весьма почтенного возраста и, как говорят, перед кончиной вспоминал слова Давида-псалмопевца: «Возрадовался я, когда сказали мне: „пойдем в дом Господень“» (Пс. 121).